# Umbigada

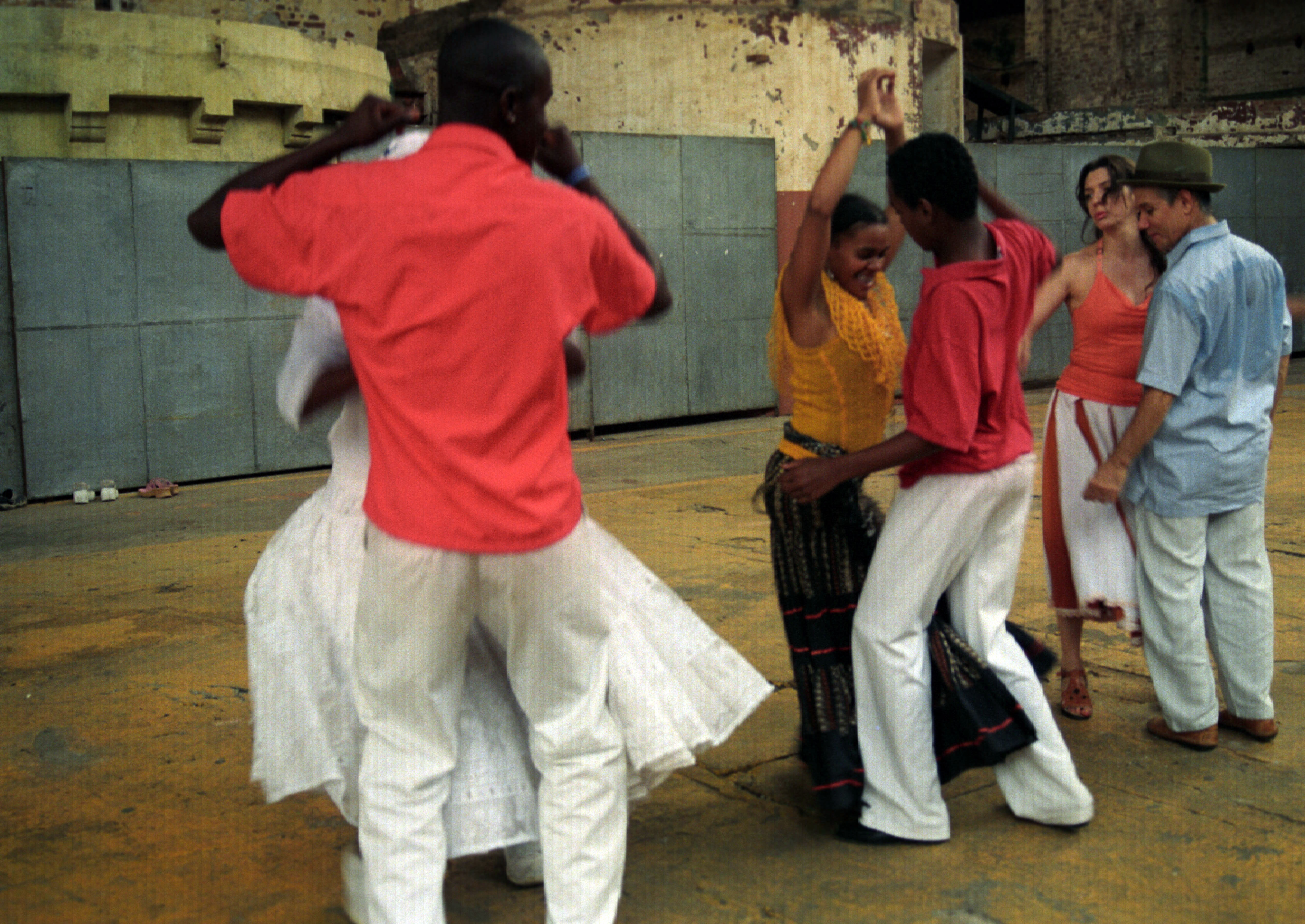
Dimostrazione del passo di danza umbigada a Piracicaba, Brasile

L'umbigada (dal portoghese umbigo, «ombelico») è un passo di danza presente in vari balli afro-brasiliani. A volte si traduce come «colpo di pancia». Viene eseguito come segue: un ballerino apre le braccia e estende il suo ombelico verso un altro ballerino. I corpi dei due ballerini possono toccarsi o meno.
È considerato come una «caratteristica fondamentale di molti balli importati in Brasile e Portogallo dalla regione del Congo e dell'Angola»: samba, fandango, batuque, tambor de crioula e molti altri.
È comunemente usato come invito a ballare, ad esempio, durante la samba de roda ("samba in cerchio"). Tuttavia può anche costituire un elemento della danza di per sé.